# Conseil national de défense
 (octobre 2016).
Si vous disposez d'ouvrages ou d'articles de référence ou si vous connaissez des sites web de qualité traitant du thème abordé ici, merci de compléter l'article en donnant les références utiles à sa vérifiabilité et en les liant à la section « Notes et références ».
Seconde République (Espagne)
Negrín II 
• Seconde République espagnole en exil 
• Premier gouvernement de l'État espagnol
(Dictature franquiste)
Le Conseil national de défense (en espagnol Consejo Nacional de Defensa) est un organe de direction mis en place après le coup d'État du colonel Casado. Présidé par le général Miaja avec l'intention de négocier avec Franco, il écarte Juan Negrín et son gouvernement, qui souhaite prolonger la Guerre civile pour le relier à la future confrontation européenne, seule chance selon eux de sauver la République.

## Composition
| Portefeuille                                        | Titulaires | Titulaires              | Parti     |
| --------------------------------------------------- | ---------- | ----------------------- | --------- |
| Président du Conseil                                |            | José Miaja              | militaire |
| Conseiller d'État                                   |            | Julián Besteiro         | PSOE      |
| Conseiller du Gouvernement                          |            | Wenceslao Carrillo (es) | PSOE      |
| Conseiller à la Justice                             |            | Miguel San Andrés (es)  | IR        |
| Conseiller à la Défense                             |            | Segismundo Casado       | militaire |
| Conseiller de l'Instruction publique et de la Santé |            | José del Río            | UR        |
| Conseiller à l'Économie et aux Finances             |            | Manuel González Marín   | CNT       |
| Conseiller aux Travaux publics                      |            | Antonio Velao           | IR        |
| Conseiller aux Communications                       |            | Eduardo Val (es)        | CNT       |
| Conseiller au Travail et à l'Assistance sociale     |            | Antonio Pérez           | UGT       |